# 大萬湖

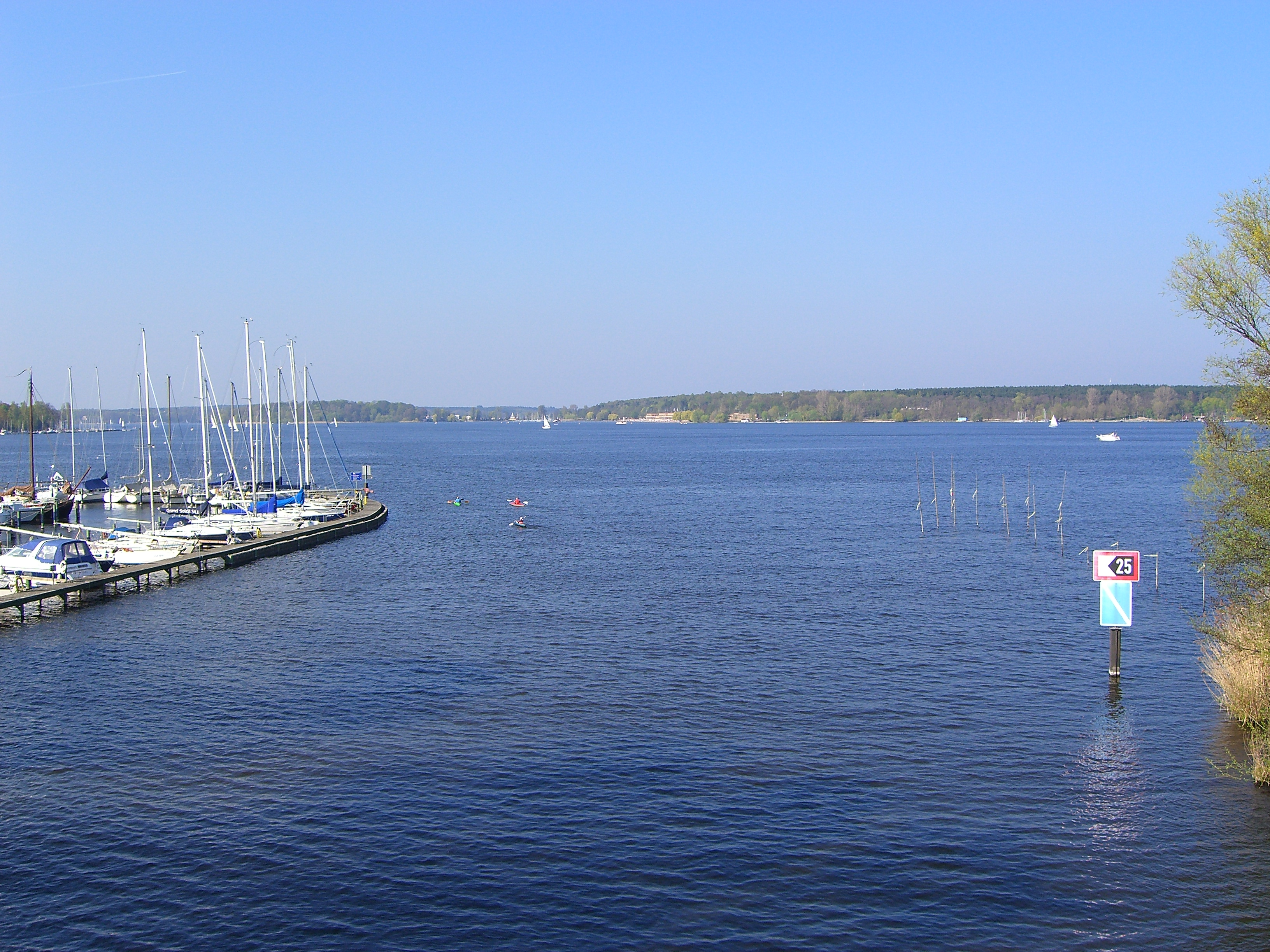

52°25′39.359564″N 13°10′23.240662″E / 52.42759987889°N 13.17312240611°E
大萬湖（德語：Großer Wannsee），是德國的湖泊，位於該國首都柏林，由萬湖行政區負責管轄，面積2.8平方公里，海拔高度30米，最大水深9.8米，水體容量1,542萬立方米，湖岸線長度9公里。